# Imamato de Futa Jalom
O Imamato de Futa Jalom (em francês: Fouta Djallon; em pular: Fuuta Jaloo ou Fuuta Jalon) foi um Estado teocrático da África Ocidental centrado nas terras altas de Futa Jalom na atual Guiné. Foi criado por uma das jiades dos fulas nos anos 1720 e tornou-se parte do Império Colonial Francês em 1896.

## Economia e cultura
O Imamato foi um importante centro de educação e arte islâmica. A língua fula era uma língua vernácula escrita em Futa Djallon usando a escrita árabe. Os poetas Fula compuseram poesias épicas nos fulas no século XIX sobre fé, lei e moralidade, e muitas mulheres sabiam ler o Alcorão. Disciplinas islâmicas como a tradução, os hádices, o direito, a apologética, o misticismo e as ciências auxiliares como a gramática, a retórica, a literatura e a astronomia eram ensinadas, e os europeus ficaram impressionados com o grau de erudição.

O Imamato escravizou pessoas não muçulmanas dentro e fora de suas fronteiras, vendendo os escravos para casas comerciais europeias na costa ou estabelecendo os escravos (hubbu) em colônias agrícolas chamadas runde. Em 1785, uma grande revolta de escravos eclodiu, mas foi reprimida, embora muitos sobreviventes tenham fugido. Em meados do século XIX, os escravos realizavam a maior parte, senão todo, o trabalho agrícola.